# Farní sbor Slezské církve evangelické augsburského vyznání v Orlové
Farní sbor Slezské církve evangelické augsburského vyznání v Orlové je sborem Slezské církve evangelické augsburského vyznání v Orlové. Sbor spadá pod Ostravsko-karvinský seniorát.
V období protireformace se na orlovském panství udrželo významné množství evangelíků, a to i díky tomu, že orlovská vrchnost – Bludovští z Dolních Bludovic – byla evangelická. Po vydání tolerančního patentu náleželi orlovští evangelíci k modlitebně v Dolních Bludovicích. Roku 1840 byla v Orlové založena evangelická škola, o sedm let později evangelický hřbitov. Orlovský farní sbor vznikl roku 1861 odloučením od sboru v Dolních Bludovicích. V letech 1861–1862 byl vystavěn kostel. Roku 1875 se z orlovského sboru vyčlenil sbor v Ostravě. Roku 1888 byl utvořen filiální sbor v Bohumíně.
Během 1. světové války byly zkonfiskovány kostelní zvony. Nové zvony (které jsou v kostele dodnes) byly na věž kostela zavěšeny již 29. září 1918. Roku 1932 byl otevřen sborový dům, který byl stejně jako i stará fara zbořen v období normalizace.  Roku 1987 byla předána do užívání nová farní budova; roku 1989 byla postavena hospodářská budova. Roku 2022 proběhla přístavba fary.
Roku 2010 vznikl Nadační fond Přátel kulturní památky Kostel SCEAV v Orlové.
Sbor využívá ke svým setkáním i kulturní dům v Orlové-Lutyni.